# Starks (Maine)
Starks es un pueblo ubicado en el condado de Somerset en el estado estadounidense de Maine. En el Censo de 2010 tenía una población de 640 habitantes y una densidad poblacional de 7,69 personas por km².

## Geografía
Starks se encuentra ubicado en las coordenadas 44°44′12″N 69°57′15″O / 44.73667, -69.95417. Según la Oficina del Censo de los Estados Unidos, Starks tiene una superficie total de 83,21 km², de la cual 81,81 km² corresponden a tierra firme y (1,68%) 1,4 km² es agua.

## Demografía
Según el censo de 2010, había 640 personas residiendo en Starks. La densidad de población era de 7,69 hab./km². De los 640 habitantes, Starks estaba compuesto por el 98,59% blancos, el 0% eran afroamericanos, el 0,31% eran amerindios, el 0,16% eran asiáticos, el 0% eran isleños del Pacífico, el 0,16% eran de otras razas y el 0,78% pertenecían a dos o más razas. Del total de la población el 0,63% eran hispanos o latinos de cualquier raza.